# Особо охраняемые природные территории Беларуси
Особо охраняемая природная территория (ООПТ) — часть территории Республики Беларусь с ценными природными комплексами и (или) объектами, в отношении которой установлен особый режим охраны и использования.
Ценные природные комплексы и объекты — уникальные, эталонные и (или) невосполнимые природные комплексы и объекты, естественные экологические системы, имеющие особое экологическое, научное и (или) эстетическое значение, типичные и редкие природные ландшафты и биотопы, редкие и находящиеся под угрозой исчезновения виды диких животных и дикорастущих растений, места их обитания и произрастания.
По состоянию на 2018 год система ООПТ включает 1289 объектов, общая площадь которых составляет 1861,7 тыс. га или 8,9 % от общей площади страны. Созданная система ООПТ позволяет обеспечить охрану около 80 % видов растений и около 90 % животных, зарегистрированных на территории Беларуси, в том числе, включённых в Красную книгу Республики Беларусь.

## Классификация ООПТ
В зависимости от особенностей ценных природных комплексов и объектов, целей объявления ООПТ, режима их охраны и использования ООПТ подразделяются на следующие категории:
- заповедники;
- национальные парки;
- заказники;
- памятники природы.

В зависимости от уровня государственного управления ООПТ подразделяются на ООПТ республиканского и местного значения. Заповедники и национальные парки являются ООПТ республиканского значения. Заказники и памятники природы могут являться ООПТ республиканского или местного значения. ООПТ могут быть признаны ООПТ международного значения.

### Заповедники
Заповедник — ООПТ, объявленная в целях обеспечения естественного течения природных процессов, сохранения в естественном состоянии и изучения ценных природных комплексов и объектов.
По состоянию на 2018 год система ООПТ включает 1 заповедник, площадь которого составляет 4,7 % от общей площади всех ООПТ.
Полесский радиационно-экологический заповедник не включён в сеть ООПТ.

### Национальные парки
Национальный парк — ООПТ, объявленная в целях сохранения, восстановления (воспроизводства) ценных природных комплексов и объектов, их рационального (устойчивого) использования в процессе природоохранной, научной, образовательной, туристической и рекреационной деятельности.
По состоянию на 2018 год система ООПТ включает 4 национальных парка, общая площадь которых составляет 21,5 % от общей площади всех ООПТ.

### Заказники
Заказник — ООПТ, объявленная в целях сохранения и восстановления (воспроизводства) ценных природных комплексов и объектов.
В зависимости от особенностей природных комплексов и объектов, подлежащих особой охране, заказники подразделяются на следующие виды:
- ландшафтные или комплексные, предназначенные для сохранения и восстановления ценных природных ландшафтов и комплексов;
- биологические (ботанические, зоологические), предназначенные для сохранения и восстановления редких, исчезающих, а также ценных в экологическом, научном, хозяйственном и культурном отношении растений, животных или отдельных особо ценных участков леса;
- водно-болотные, предназначенные для сохранения водно-болотных угодий, имеющих особое значение главным образом в качестве мест обитания водоплавающих птиц, в том числе в период миграции;
- гидрологические (болотные, озерные, речные), предназначенные для сохранения и восстановления ценных водных объектов и связанных с ними экологических систем;
- геологические, предназначенные для сохранения ценных объектов или комплексов неживой природы;
- палеонтологические, предназначенные для сохранения ископаемых природных объектов и их комплексов.

По состоянию на 2018 год система ООПТ включает 99 заказников республиканского значения и 282 — местного значения, общая площадь которых составляет 73,0 % от общей площади всех ООПТ.

### Памятники природы
Памятник природы — ООПТ, объявленная в целях сохранения ценных природных комплекса или объекта.
В зависимости от особенностей ценных природных комплексов и объектов памятники природы подразделяются на следующие виды:
- ботанические (участки леса с ценными древесными породами, старинные парки, отдельные вековые или редких пород деревья и их группы, территории с реликтовой или особо ценной растительностью, иные ценные ботанические объекты);
- гидрологические (родники, ручьи и иные ценные водные объекты и связанные с ними экосистемы);
- геологические (отдельные редкие формы рельефа, расположенные в природной среде минералогические, палеонтологические и иные уникальные геологические материалы).

По состоянию на 2018 год система ООПТ включает 326 памятников природы республиканского и 577 — местного значения, общая площадь которых составляет 0,8 % от общей площади всех ООПТ.

### ООПТ международного значения
ООПТ международного значения признается ООПТ в соответствии с международными договорами Республики Беларусь, включённая в:
- Всемирная сеть биосферных резерватов ЮНЕСКО,
- Список объектов Всемирного наследия ЮНЕСКО в Беларуси,
- Рамсарские угодья Беларуси (список водно-болотных угодий международного значения на территории Беларуси, охраняемых согласно Рамсарской конвенции)
- Изумрудную сеть или иные списки (перечни) ценных природных комплексов и объектов международного значения, а также:
- граничащие между собой ООПТ Республики Беларусь и сопредельных государств (трансграничная ООПТ).